# Cecil James Nesbitt
Cecil James Nesbitt, Ph.D., F.S.A., M.A.A.A. (Ontário, 1912 – 2001) foi um matemático estadunidense.
Obteve um doutorado em 1937 na Universidade de Toronto, orientado por Richard Brauer, com a tese On the Regular Representations of Algebras. Escreveu diversos artigos influenciais sobre a história inicial da teoria da representação modular. Lecionou ciências atuariais na Universidade de Michigan de 1938 a 1980.

## Publicações selecionadas
- com Richard Brauer: On the modular representations of groups of finite order. [S.l.]: University of Toronto studies. 1937
- com Emil Artin and Robert M. Thrall: Rings with minimum condition. No. 1. Ann Arbor: University of Michigan Press. 1944[2]
- com R. M. Thrall: «Some ring theorems with applications to modular representations». Annals of Mathematics: 551–567. 1946. doi:10.2307/1969092
- com George H. Andrews: «Periodograms of graduation operators». Transactions of the Society of Actuaries. 17: 166–177. 1965
- com J. J. McCutcheon: «Actuarial Note: Further remarks on the basic mortality functions». Transactions of the Faculty of Actuaries. 33 (238): 81–91. 1971. JSTOR 41218645
- com Newton L. Bowers and James C. Hickman: «Notes on the dynamics of pension funding» (PDF). Insurance: Mathematics and Economics. 1 (4): 261–270. 1982. doi:10.1016/0167-6687(82)90026-9
- «Personal reflections on actuarial science in North America from 1900». A Century of Mathematics in America, Part III. [S.l.: s.n.] 1989. pp. 617–38
- com Marjorie V. Butcher: Mathematics of Compound Interest. Ulrichs Books. 1971.